# Kružník bělavý
Kružník bělavý (Gyraulus albus) je malý druh sladkovodního plicnatého plže z čeledi okružákovití a typový druh rodu Gyraulus.

## Popis
Ulita tohoto druhu je poměrně malá, dosahuje výšky 1,3 – 1,8 mm a šířky 4 – 7 mm, má diskoidní tvar s 4 – 4½ závity, které se rozšiřují ve směru k ústí, které je bez kýlu.
Barva ulity je bílá (někdy s tmavými usazeninami bahna) a má charakteristický zatočený tvar.

## Rozšíření
Zástupci druhu kružník bělavý žijí v Belgii, České republice, Německu, Maďarsku, Nizozemsku, Polsku, na Slovensku, ve Velká Británie a v Irsku.

## Stanoviště
Tento malý hlemýžď žije v různých typech sladkovodních stanovišť, mezi vegetací na bahnitých dnech. Nevyžaduje vysokou koncentraci vápníku.
Jedná se o pionýrský druh obsazující i sukcesně mladá stanoviště.